# Peter Albrechtsen
Karl Peter Abraham Niels Albrechtsen (* 15. Oktober 1891 in Arsuk; † 27. August 1929 ebenda) war ein grönländischer Landesrat.

## Leben
Peter Albrechtsen war der Sohn von Jakob David Adolf Albrechtsen (1871–1895) und seiner Frau Johanne Marie Margrethe Nielsen (1872–?). Sein Vater war der uneheliche Sohn des in Ivittuut tätigen deutschen Bäckers Johann Heinrich Theodor Albrecht (1832–1907) aus Bützow und der Grönländerin Helene Dina Apollonia. Von ihm leitet sich das Patronym Albrechtsen ab. In seiner Heiratsurkunde lautet es aus ungeklärten Gründen Michaelsen. Seine Mutter war ebenfalls die uneheliche Tochter eines dänischen Bergmanns aus Ivittuut namens Lars Christian Nielsen und der Grönländerin Augusta Henrikke Ingeborg.
Peter Albrechtsen war Jäger in Arsuk. Von 1923 bis 1926 war er Mitglied im südgrönländischen Landesrat. Er starb bereits 1929 im Alter von 37 Jahren.